# Star Wars: Fiatal Jedik kalandjai
A Star Wars: Fiatal Jedik kalandjai (eredeti cím: Star Wars: Young Jedi Adventures) 2023-tól vetített amerikai 3D-s számítógépes animációs sorozat, amit a Disney+ és a Disney Junior számára készítettek. A Csillagok háborúja franchise része és egy csapat Jedi ifjoncot követ, akik tanulnak, hogy Jedi lovagok lehessenek A Köztársaság fénykora idejében, évszázadokkal a Yavini csata előtt. A sorozatot a Lucasfilm animációs részlege és a Wild Canary Animation fejlesztik. Michael Olson a készítő, akit Elliot Bour segít felügyelő rendezőként. A sorozat az első a franchise-ban, ami kifejezetten a legfiatalabb korosztályt célozza meg.
A főszereplők hangjait Jamaal Avery Jr., Emma Berman, Juliet Donenfeld, Dee Bradley Baker, Jonathan Lipow és Piotr Michael adják. A sorozatot 2022 májusában, a szinkronszínészeket 2023 februárjában jelentették be. Röviddel a megjelenés előtt 6 shortot adtak ki YouTube-ra, majd felkerültek Disney+-ra is.
A Star Wars: Fiatal Jedik kalandjai első évadának első felvonása 2023. május 4-én, a második augusztus 2-án, a harmadik november 8-án, illetve a negyedik 2024. február 14-én jelent meg a Disney+-on. Magyarországon a Disney Channel is bemutatta 2024. május 20-án.

## Ismertető
A Köztársaság fénykora idején játszódik, évszázadokkal a Star Wars-filmek eseményei előtt, ez a sorozat egy csoport fiatalokat követ, akik megtanulják az Erő útjait, beleértve az együttérzést, az önfegyelmet, a csapatmunkát és a türelmet, hogy  egy nap Jedi lovagokká váljanak.

## Szereplők

### Főszereplők
| Szereplő        | Eredeti hang      | Magyar hang           | Leírás                                                                                       |
| --------------- | ----------------- | --------------------- | -------------------------------------------------------------------------------------------- |
| Kai Brightstar  | Jamaal Avery Jr.  | Holló-Zsadányi Norman | Egy Jedi tanonc, aki azt reméli, hogy Yoda mester nyomdokaiba léphet és Jedi lovaggá válhat. |
| Kai Brightstar  | Jecobi Swain      | Holló-Zsadányi Norman | Egy Jedi tanonc, aki azt reméli, hogy Yoda mester nyomdokaiba léphet és Jedi lovaggá válhat. |
| Nash Durango    | Emma Berman       | Blazsó Regina         | Egy pilóta, aki a Jedi tanoncok barátja.                                                     |
| Lys Solay       | Juliet Donenfeld  | Bak Julianna          | Egy pantorai Jedi tanonc.                                                                    |
| Nubs            | Dee Bradley Baker | Eredeti hang          | Egy pooba fajba tartozó Jedi tanonc.                                                         |
| Taborr Val Dorn | Trey Diaz Murphy  | Tóth Csanád           | Egy gyerekkalóz, aki sokszor keresztbe tesz a Jedi tanoncoknak.                              |

### Mellékszereplők
| Szereplő    | Eredeti hang   | Magyar hang       | Leírás                                                 |
| ----------- | -------------- | ----------------- | ------------------------------------------------------ |
| RJ-83       | Jonathan Lipow | Eredeti hang      | Nash droidja.                                          |
| Yoda mester | Piotr Michael  | Szacsvay László   | Egy ismeretlen fájba tartozó Jedi nagymester.          |
| Zia Zanna   | Nasim Pedrad   | Sipos Eszter Anna | Jedi mester, aki a Tenoo bolygón tanítja a tanoncokat. |
| Pord        | Sara Kramer    | Eredeti hang      | Taborr gamorri segédje.                                |
| EB-3        | Eric Bauza     | Pásztor Tibor     | Taborr droid segédje.                                  |
| Hap         | Taran Killam   | Fekete Zoltán     | A tenooi kávézó tulajdonosa.                           |

### További szereplők
| Szereplő         | Eredeti hang      | Magyar hang       | Leírás                                             |
| ---------------- | ----------------- | ----------------- | -------------------------------------------------- |
| Loden Greatstorm | Matthew Yang King | Dézsy Szabó Gábor | Twi’lek Jedi mester, Bell mestere.                 |
| Bell Zettifar    | Marcus Scribner   | Kádár-Szabó Bence | Jedi padawan, aki Loden tanítványa.                |
| Estala Maru      | Liam O’Brien      | Weigert Viktor    | A Csillagfény jelzőállomás vezető Jedi mestere.    |
| Lina Soh         | Justine Lee       | Juhász Réka       | A Galaktikus Köztársaság főkancellárja.            |
| Ceeli Durango    | Hayden Bishop     | Márta Éva         | Nash szülei.                                       |
| Kryys Durango    | Chris Nee         | Bálint Adrienn    | Nash szülei.                                       |
| Draiven Bosh     | Kyle McLahclan    | Varga Rókus       | Értékes tárgyak gyűjtője, aki viszont mindent lop. |
| Celesta Kami     | Julia Rehwald     | Pekár Adrienn     | Carver mester padawanja.                           |
| Carver Drow      | Keston John       | Lukács Dániel     | Jedi mester a Batuu bolygóról.                     |

### Magyar változat
- Magyar szöveg: Imri László
- Keverő hangmérnök: Tóth Anna Boglárka
- Vágó: Bogdán Gergő
- Gyártásvezető: Rába Ildikó
- Szinkronrendező: Dobay Brigitta
- Produkciós vezető: Orosz Katalin

A szinkront az Iyuno Hungary készítette, együttműködésben a Pixelogic Mediával.

## Évados áttekintés
| Évad | Évad        | Epizódok | Eredeti sugárzás    | Eredeti sugárzás   | Magyar sugárzás     | Magyar sugárzás    | Magyar sugárzás | Magyar sugárzás  |
| Évad | Évad        | Epizódok | Eredeti sugárzás    | Eredeti sugárzás   | Disney+             | Disney+            | Disney Channel  | Disney Channel   |
| Évad | Évad        | Epizódok | Évadpremier         | Évadfinálé         | Évadpremier         | Évadfinálé         | Évadpremier     | Évadfinálé       |
| ---- | ----------- | -------- | ------------------- | ------------------ | ------------------- | ------------------ | --------------- | ---------------- |
|      | Rövidfilmek | 6        | 2023. március 27.   | 2023. április 24.  | 2023. április 26.   | 2023. április 26.  |                 |                  |
|      | 1           | 25       | 2023. május 4.      | 2024. február. 14. | 2023. május 4.      | 2024. február 14.  | 2024. május 20. | 2024. június 21. |
|      | Rövidfilmek | 6        | 2023. március 27.   | 2023. április 24.  | 2024. augusztus 2.  | 2024. augusztus 2. |                 |                  |
|      | 2           | 23       | 2024. augusztus 14. | 2025. március 19.  | 2024. augusztus 14. | 2025. március 19.  |                 |                  |

## Epizódok

### Rövidfilmek

#### 1. évad
| Sor. | Év. | Cím                                                   | Premier                             |
| ---- | --- | ----------------------------------------------------- | ----------------------------------- |
| 1.   | 1.  | Bemutatjuk az ifjú jediket (Meet the Young Jedi)      | 2023. március 27. 2023. április 26. |
| 2.   | 2.  | Lys és a szökevény cica (Lys' Creature Caper)         | 2023. március 27. 2023. április 26. |
| 3.   | 3.  | Kai merész droidmentése (Kai's Daring Droid Rescue)   | 2023. március 27. 2023. április 26. |
| 4.   | 4.  | Nubs és a virág vadászat (Nubs and the Flower Fiasco) | 2023. április 3. 2023. április 26.  |
| 5.   | 5.  | Nash fergeteges repűlése (Nash's Firehawk Frenzy)     | 2023. április 17. 2023. április 26. |
| 6.   | 6.  | Taborr kalózakciója (Taborr's Pirate Showdown)        | 2023. április 24. 2023. április 26. |

#### 2. évad
| Sor. | Év. | Cím                                         | Premier                               |
| ---- | --- | ------------------------------------------- | ------------------------------------- |
| 7.   | 1.  | A nagyobb nem mindig jobb (Firehawk Rescue) | 2024. augusztus 2. 2024. augusztus 2. |
| 8.   | 2.  | A repülésgyakorlat (Skyring Soaring)        | 2024. augusztus 2. 2024. augusztus 2. |
| 9.   | 3.  | Droidkaland (A Droid's Mission)             | 2024. augusztus 2. 2024. augusztus 2. |
| 10.  | 4.  | Ifjak a vadonban (Younglings in the Wild)   | 2024. augusztus 2. 2024. augusztus 2. |
| 11.  | 5.  | Párbaj a roncstelepen (Junkyard Joust)      | 2024. augusztus 2. 2024. augusztus 2. |
| 12.  | 6.  | Nubs és az akadálypálya (Nubs-tacle Course) | 2024. augusztus 2. 2024. augusztus 2. |

### 1. évad
| #   | Eredeti cím                       | Magyar cím                    | Rendező                                             | Író                          | Eredeti premier a Disney+-on | Eredeti premier a Disney Junior-on | Magyar premier a Disney+-on | Magyar premier a Disney Channelen |
| --- | --------------------------------- | ----------------------------- | --------------------------------------------------- | ---------------------------- | ---------------------------- | ---------------------------------- | --------------------------- | --------------------------------- |
| 1.  | The Young Jedi                    | Az ifjú jedik                 | Anthony Bell                                        | Michael Olson                | 2023. május 4.               | 2023. május 4.                     | 2023. május 4.              | 2024. május 20.                   |
| 1.  | Yoda's Mission                    | Yoda küldetése                | Casey Lowe                                          | Michael Olson & Lamont Magee | 2023. május 4.               | 2023. május 4.                     | 2023. május 4.              | 2024. május 20.                   |
| 2.  | Nash's Race Day                   | Nash versenye                 | Anthony Bell                                        | Julius Harper                | 2023. május 4.               | 2023. május 4.                     | 2023. május 4.              | 2024. május 21.                   |
| 2.  | The Lost Jedi Ship                | Az elveszett űrhajó           | Shellie Kvilvang-O'Brien                            | Katie Kaniewski              | 2023. május 4.               | 2023. május 4.                     | 2023. május 4.              | 2024. május 21.                   |
| 3.  | Get Well Nubs                     | Jobbulást, Nubs               | Casey Lowe                                          | Brian Hall                   | 2023. május 4.               | 2023. május 12.                    | 2023. május 4.              | 2024. május 22.                   |
| 3.  | The Junk Giant                    | A Roncsóriás                  | Anthony Bell                                        | Mia Resella                  | 2023. május 4.               | 2023. május 12.                    | 2023. május 4.              | 2024. május 22.                   |
| 4.  | Lys and The Snowy Mountain Rescue | Lys mentőakciója              | Shellie Kvilvang-O'Brien                            | Katie Kaniewski              | 2023. május 4.               | 2023. május 19.                    | 2023. május 4.              | 2024. május 23.                   |
| 4.  | Attack of the Training Droids     | A kiképeződroidok támadása    | Casey Lowe                                          | Brian Hall                   | 2023. május 4.               | 2023. május 19.                    | 2023. május 4.              | 2024. május 23.                   |
| 5.  | The Jellyfruit Pursuit            | A kocsonyagyümölcsök nyomában | Casey Lowe                                          | Mia Resella                  | 2023. május 4.               | 2023. május 26.                    | 2023. május 4.              | 2024. május 24.                   |
| 5.  | Creature Safari                   | A szafari                     | Anthony Bell                                        | Katie Kaniewski              | 2023. május 4.               | 2023. május 26.                    | 2023. május 4.              | 2024. május 24.                   |
| 6.  | Squadron                          | A tesztrepülés                | Anthony Bell                                        | Katie Kaniewski              | 2023. május 4.               | 2023. június 2.                    | 2023. május 4.              | 2024. május 27.                   |
| 6.  | Forest Defenders                  | Az erdő védelmezői            | Shellie Kvilvang-O'Brien                            | Brian Hall                   | 2023. május 4.               | 2023. június 2.                    | 2023. május 4.              | 2024. május 27.                   |
| 7.  | The Jedi and the Thief            | A jedi és a tolvaj            | Anthony Bell                                        | Julius Harper                | 2023. május 4.               | 2023. június 9.                    | 2023. május 4.              | 2024. május 28.                   |
| 7.  | The Missing Kibbin                | Az eltűnt Kibbin              | Shellie Kvilvang-O'Brien                            | Mia Resella                  | 2023. május 4.               | 2023. június 9.                    | 2023. május 4.              | 2024. május 28.                   |
| 8.  | The Girl and Her Gargantua        | A lány és a gargantua         | Shellie Kvilvang-O'Brien                            | Julius Harper                | 2023. augusztus 2.           | 2023. augusztus 2.                 | 2023. augusztus 2.          | 2024. május 29.                   |
| 8.  | The Show Must Go On               | A koncert                     | Casey Lowe                                          | Mia Resella                  | 2023. augusztus 2.           | 2023. augusztus 2.                 | 2023. augusztus 2.          | 2024. május 29.                   |
| 9.  | The Princess and the Jedi         | A hercegnő és a jedik         | Casey Lowe                                          | Brian Hall                   | 2023. augusztus 2.           | 2023. augusztus 11.                | 2023. augusztus 2.          | 2024. május 30.                   |
| 9.  | Kai's Bad Day                     | Kai rossz napja               | Anthony Bell                                        | Christian Streaty            | 2023. augusztus 2.           | 2023. augusztus 11.                | 2023. augusztus 2.          | 2024. május 30.                   |
| 10. | Visitor's Day                     | Vendégnap                     | Shellie Kvilvang-O'Brien                            | Katie Kaniewski              | 2023. augusztus 2.           | 2023. augusztus 18.                | 2023. augusztus 2.          | 2024. május 31.                   |
| 10. | The Growing Green Danger          | A növekvő zöld veszély        | Casey Lowe                                          | Julius Harper                | 2023. augusztus 2.           | 2023. augusztus 18.                | 2023. augusztus 2.          | 2024. május 31.                   |
| 11. | The Ganguls                       | Gangulok                      | Anthony Bell                                        | Brian Hall                   | 2023. augusztus 2.           | 2023. augusztus 25.                | 2023. augusztus 2.          | 2024. június 3.                   |
| 11. | Bad Eggs                          | Záptojások                    | Shellie Kvilvang-O'Brien                            | Charley Feldman              | 2023. augusztus 2.           | 2023. augusztus 25.                | 2023. augusztus 2.          | 2024. június 3.                   |
| 12. | Off the Rails                     | Vonatkaland                   | Casey Lowe                                          | Katie Kaniewski              | 2023. augusztus 2.           | 2023. szeptember 1.                | 2023. augusztus 2.          | 2024. június 4.                   |
| 12. | The Thieves of Tharnaka           | Tharnaka tolvajai             | Anthony Bell                                        | Julius Harper                | 2023. augusztus 2.           | 2023. szeptember 1.                | 2023. augusztus 2.          | 2024. június 4.                   |
| 13. | Tree Troubles                     | Fabajok                       | Shellie Kvilvang-O'Brien                            | Brian Hall                   | 2023. augusztus 2.           | 2023. szeptember 8.                | 2023. augusztus 2.          | 2024. június 5.                   |
| 13. | Big Brother's Bounty              | Az eltűnt fejvadász           | Casey Lowe                                          | Julius Harper                | 2023. augusztus 2.           | 2023. szeptember 8.                | 2023. augusztus 2.          | 2024. június 5.                   |
| 14. | Charhound Chase                   | Szénebhajsza                  | Anthony Bell                                        | Cavan Scott                  | 2023. november 8.            | 2023. november 8.                  | 2023. november 8.           | 2024. június 6.                   |
| 14. | Creature Comforts                 | Az elveszett csemete          | Shellie Kvilvang-O'Brien                            | Christian Streaty            | 2023. november 8.            | 2023. november 8.                  | 2023. november 8.           | 2024. június 6.                   |
| 15. | An Adventure with Yoda            | Kaland Yodával                | Anthony Bell                                        | Brian Hall                   | 2023. november 8.            | 2023. november 9.                  | 2023. november 8.           | 2024. június 7.                   |
| 15. | The Talon Takeover                | A hajótolvajok                | Shellie Kvilvang-O'Brien                            | Maralisa Ortiz               | 2023. november 8.            | 2023. november 9.                  | 2023. november 8.           | 2024. június 7.                   |
| 16. | Mystery of the Opal Cave          | Az Opálbarlang rejtélye       | Casey Lowe                                          | Christian Streaty            | 2023. november 8.            | 2023. november 10.                 | 2023. november 8.           | 2024. június 10.                  |
| 16. | Clash                             | Az összecsapás                | Anthony Bell                                        | Katie Kaniewsky              | 2023. november 8.            | 2023. november 10.                 | 2023. november 8.           | 2024. június 10.                  |
| 17. | Stuck in the Muck                 | Ne ítélj elsőre!              | Casey Lowe                                          | Katie Kaniewsky              | 2023. november 8.            | 2023. november 17.                 | 2023. november 8.           | 2024. június 11.                  |
| 17. | Junkyard Sleepover                | Éjszaka a roncstelepen        | Anthony Bell                                        | Brian Hall                   | 2023. november 8.            | 2023. november 17.                 | 2023. november 8.           | 2024. június 11.                  |
| 18. | The Great Leaf Glide              | Széllovasok                   | Shellie Kvilvang-O'Brien                            | Julius Harper                | 2023. november 8.            | 2023. november 24.                 | 2023. november 8.           | 2024. június 12.                  |
| 18. | The Harvest Feast                 | A szüreti lakoma              | Casey Lowe                                          | Rick Williams                | 2023. november 8.            | 2023. november 24.                 | 2023. november 8.           | 2024. június 12.                  |
| 19. | Life Day                          | Életnap                       | Anthony Bell                                        | Katie Kaniewsky              | 2023. november 8.            | 2023. december 1.                  | 2023. november 8.           | 2024. június 13.                  |
| 19. | Raxlo Strikes Back                | Raxlo visszavág               | Shellie Kvilvang-O'Brien                            | Brian Hall                   | 2023. november 8.            | 2023. december 1.                  | 2023. november 8.           | 2024. június 13.                  |
| 20. | AfterShock                        | Utórengés                     | Casey Lowe                                          | Katie Kaniewski              | 2024. február 14.            | 2024. február 14.                  | 2024. február 14.           | 2024. június 14.                  |
| 20. | Feather Frenzy                    | Makacs madarak                | Anthony Bell                                        | Greg Iwinski                 | 2024. február 14.            | 2024. február 14.                  | 2024. február 14.           | 2024. június 14.                  |
| 21. | Best Friends                      | Legjobb barátok               | Shellie Kvilvang-O'Brien                            | Brian Hall                   | 2024. február 14.            | 2024. február 16.                  | 2024. február 14.           | 2024. június 17.                  |
| 21. | Happy Trails, Nubs                | Jó utat, Nubs!                | Casey Lowe                                          | Julius Harper                | 2024. február 14.            | 2024. február 16.                  | 2024. február 14.           | 2024. június 17.                  |
| 22. | The Tale of the Short Spire       | Védjük meg az ormokat!        | Casey Lowe                                          | Julius Harper                | 2024. február 14.            | 2024. február 23.                  | 2024. február 14.           | 2024. június 18.                  |
| 22. | The Team Up                       | Szövetségesek                 | Anthony Bell                                        | Katie Kaniewski              | 2024. február 14.            | 2024. február 23.                  | 2024. február 14.           | 2024. június 18.                  |
| 23. | The Caves of Batuu                | A Batuu barlangjai            | Shellie Kvilvang-O'Brien                            | Katie Kaniewski              | 2024. február 14.            | 2024. március 1.                   | 2024. február 14.           | 2024. június 19.                  |
| 23. | Finders Keepers                   | Azé, aki találta              | Casey Lowe                                          | Mia Eesella                  | 2024. február 14.            | 2024. március 1.                   | 2024. február 14.           | 2024. június 19.                  |
| 24. | The Starship Show                 | Az Űrhajófesztivál            | Anthony Bell                                        | Julius Harper                | 2024. február 14.            | 2024. március 8.                   | 2024. február 14.           | 2024. június 20.                  |
| 24. | Nash's Super Busy Day             | Nash szuper zsúfolt napja     | Shellie Kvilvang-O'Brien                            | Brian Hall                   | 2024. február 14.            | 2024. március 8.                   | 2024. február 14.           | 2024. június 20.                  |
| 25. | The Prince and the Pirate         | A herceg és a kalóz           | Anthony Bell, Casey Lowe és Shelie Kvilvang-O'Brien | Katie Kaniewski              | 2024. február 14.            | 2024. március 15.                  | 2024. február 14.           | 2024. június 21.                  |

### 2. évad
| #   | Eredeti cím                        | Magyar cím                    | Rendező                                              | Író                                   | Eredeti premier a Disney+-on | Eredeti premier a Disney Jr.-on | Magyar premier a Disney+-on |
| --- | ---------------------------------- | ----------------------------- | ---------------------------------------------------- | ------------------------------------- | ---------------------------- | ------------------------------- | --------------------------- |
| 1.  | Heroes and Hot-Shots               | Hősök és nagymenők            | Anthony Bell                                         | Katie Kaniewski                       | 2024. augusztus 14.          | 2024. augusztus 14.             | 2024. augusztus 14.         |
| 1.  | A Jedi or a Pirate                 | Jedi vagy kalóz               | Shelie Kvilvang-O'Brien                              | Julius Harper                         | 2024. augusztus 14.          | 2024. augusztus 14.             | 2024. augusztus 14.         |
| 2.  | The Rustler Roundup                | A nerftolvajok                | Anthony Bell                                         | Greg Iwinski                          | 2024. augusztus 14.          | 2024. augusztus 15.             | 2024. augusztus 14.         |
| 2.  | A New Discovery                    | Egy új felfedezés             | Casey Lowe                                           | Brian Hall                            | 2024. augusztus 14.          | 2024. augusztus 15.             | 2024. augusztus 14.         |
| 3.  | A Pirate's Pet                     | Egy kalóz kiskedvence         | Shelie Kvilvang-O'Brien                              | Christian Streaty                     | 2024. augusztus 14.          | 2024. augusztus 16.             | 2024. augusztus 14.         |
| 3.  | The Secret Ship                    | A titkos hajó                 | Casey Lowe                                           | Greg Iwinski                          | 2024. augusztus 14.          | 2024. augusztus 16.             | 2024. augusztus 14.         |
| 4.  | Nubs' Big Mistake                  | Nubs nagy hibája              | Shelie Kvilvang-O'Brien                              | James Eason-Garcia                    | 2024. augusztus 14.          | 2024. augusztus 23.             | 2024. augusztus 14.         |
| 4.  | The Jedi Rescue                    | A jedimentés                  | Anthony Bell                                         | Julius Harper                         | 2024. augusztus 14.          | 2024. augusztus 23.             | 2024. augusztus 14.         |
| 5.  | Terror of Tenoo                    | A Tenoo réme                  | Casey Lowe                                           | James Eason-Garcia                    | 2024. augusztus 14.          | 2024. augusztus 30.             | 2024. augusztus 14.         |
| 5.  | The Prince of Masks                | Álarcok hercege               | Anthony Bell                                         | Katie Kaniewski                       | 2024. augusztus 14.          | 2024. augusztus 30.             | 2024. augusztus 14.         |
| 6.  | Battle for the Band                | Harc a zenekarért             | Shelie Kvilvang-O'Brien                              | Brian Hall                            | 2024. augusztus 14.          | 2024. szeptember 6.             | 2024. augusztus 14.         |
| 6.  | Uprooted                           | Az eltűnt virág               | Casey Lowe                                           | Christian Streaty                     | 2024. augusztus 14.          | 2024. szeptember 6.             | 2024. augusztus 14.         |
| 7.  | Mine and Ours                      | Bányapánik                    | Anthony Bell                                         | Katie Kaniewski                       | 2024. augusztus 14.          | 2024. szeptember 13.            | 2024. augusztus 14.         |
| 7.  | The Andraven Circuit               | Az Ősök Körútja               | Shellie Kvilvang-O'Brien                             | Christian Streaty                     | 2024. augusztus 14.          | 2024. szeptember 13.            | 2024. augusztus 14.         |
| 8.  | The Great Gomgourd Quest           | A nagy gomtökvadászat         | Casey Lowe                                           | Cavan Scott                           | 2024. augusztus 14.          | 2024. szeptember 20.            | 2024. augusztus 14.         |
| 8.  | A Sticky Situation                 | Ragadós helyzet               | Anthony Bell                                         | Greg Iwinski                          | 2024. augusztus 14.          | 2024. szeptember 20.            | 2024. augusztus 14.         |
| 9.  | The Missing Life Day Feast         | Veszélyben az életnapi lakoma | Shellie Kvilvang-O'Brien                             | Brian Hall                            | 2024. augusztus 14.          | 2024. december 6.               | 2024. augusztus 14.         |
| 9.  | The Lost Treasure of Tanoo         | A Tenoo elveszett kincse      | Casey Lowe                                           | Katie Kaniewski                       | 2024. augusztus 14.          | 2024. december 6.               | 2024. augusztus 14.         |
| 10. | The Wild Aklyrr                    | A vad aklyrr                  | Anthony Bell                                         | Christian Streaty                     | 2024. augusztus 14.          | 2024. szeptember 27.            | 2024. augusztus 14.         |
| 10. | Lys' Lost Lightsaber               | Lys elveszett fénykardja      | Shellie Kvilvang-O'Brien                             | Julius Harper                         | 2024. augusztus 14.          | 2024. szeptember 27.            | 2024. augusztus 14.         |
| 11. | Tower Run                          | menekülés a toronyból         | Casey Lowe                                           | Katie Kaniewski                       | 2024. augusztus 14.          | 2024. október 6.                | 2024. augusztus 14.         |
| 11. | The Jumping Jetpack                | Az elszabadult hátirakéta     | Anthony Bell                                         | Greg Iwinski                          | 2024. augusztus 14.          | 2024. október 6.                | 2024. augusztus 14.         |
| 12. | Unmasked                           | Leleplezve                    | Anthony Bell és Shellie Kvilvang-O'Brien             | Katie Kaniewski                       | 2025. március 19.            | 2025. március 23.               | 2025. március 19.           |
| 13. | Just Like Wes                      | Pont úgy, mint Wes            | Casey Lowe                                           | Christian Streaty                     | 2025. március 19.            | 2025. március 23.               | 2025. március 19.           |
| 13. | Raxlo to the Rescue                | Raxlo, a hős                  | Anthony Bell                                         | Julius Harper                         | 2025. március 19.            | 2025. március 23.               | 2025. március 19.           |
| 14. | The Helpful Harvester              | A hasznos aratógép            | Shellie Kvilvang-O'Brien                             | Brian Hall                            | 2025. március 19.            | 2025. március 30.               | 2025. március 19.           |
| 14. | Lost Little Droid                  | Az elveszett kis droid        | Casey Lowe                                           | Joe Morgan                            | 2025. március 19.            | 2025. március 30.               | 2025. március 19.           |
| 15. | Tenoo's Fastest                    | A Tenoo leggyorsabbja         | Shellie Kvilvang-O'Brien                             | Greg Iwinski                          | 2025. március 19.            | 2025. március 30.               | 2025. március 19.           |
| 15. | Home Sweet Temple                  | Otthon, édes templom          | Casey Lowe                                           | James Eason-Garcia                    | 2025. március 19.            | 2025. március 30.               | 2025. március 19.           |
| 16. | The Firehawk Feud                  | Tűzsólyomhajsza               | Anthony Bell                                         | James Eason-Garcia és Charley Feldman | 2025. március 19.            | 2025. április 6.                | 2025. március 19.           |
| 16. | The Chop Shop Calamity             | Balhé a bontóban              | Shellie Kvilvang-O'Brien                             | Christian Streaty                     | 2025. március 19.            | 2025. április 6.                | 2025. március 19.           |
| 17. | Big Pooba Problems                 | Egy kis Pooba nagy gondjai    | Anthony Bell                                         | Casey Lowe                            | 2025. március 19.            | 2025. április 13.               | 2025. március 19.           |
| 17. | Best Bounty Buddies                | Versengő fejvadászok          | Brian Hall                                           | Maralis Ortiz                         | 2025. március 19.            | 2025. április 13.               | 2025. március 19.           |
| 18. | The Rainy Day Beast                | Esős nap                      | Shellie Kvilvang-O'Brien                             | Christian Streaty                     | 2025. március 19.            | 2025. április 20.               | 2025. március 19.           |
| 18. | Upgraded                           | Éjjeli fosztogatók            | Casey Lowe                                           | Julius Harper és Kate Kaniewski       | 2025. március 19.            | 2025. április 20.               | 2025. március 19.           |
| 19. | Journey to the Bracca Badlands     | Kaland a braccai pusztában    | Shellie Kvilvang-O'Brien                             | Katie Mattila                         | 2025. március 19.            | 2025. április 27.               | 2025. március 19.           |
| 19. | The Search for the Missing Dunnels | Az eltűnt dunnelek nyomában   | Anthony Bell                                         | Brian Hall                            | 2025. március 19.            | 2025. április 27.               | 2025. március 19.           |
| 20. | The Spaceport Setback              | Kikötői kavarodás             | Casey Lowe                                           | Anthony Bell                          | 2025. március 19.            | 2025. május 2.                  | 2025. március 19.           |
| 20. | The Mission Mixup                  | Elcserélt küldetések          | Christian Streaty                                    | Sarah Nerboso                         | 2025. március 19.            | 2025. május 2.                  | 2025. március 19.           |
| 21. | Yoda Rescue                        | Mentsük meg Yodát!            | Shellie Kvilvang-O'Brien                             | Cavan Scott                           | 2025. március 19.            | 2025. május 9.                  | 2025. március 19.           |
| 21. | Fossil Hunt                        | Kövületvadászat               | Casey Lowe                                           | Christian Streaty                     | 2025. március 19.            | 2025. május 9.                  | 2025. március 19.           |
| 22  | A Mission to Remember              | Egy emlékezetes küldetés      | Anthony Bell                                         | Brian Hall                            | 2025. március 19.            | 2025. május 16.                 | 2025. március 19.           |
| 22  | The Bounty Hunter and the Thief    | A fejvadász és a tolvaj       | Shellie Kvilvang-O'Brien                             | Julius Harper                         | 2025. március 19.            | 2025. május 16.                 | 2025. március 19.           |
| 23. | The Battle of Tenoo                | A tenooi csata                | Anthony Bell, Shellie Kvilvang-O'Brien és Casey Lowe | Katie Kaniewski                       | 2025. március 19.            | 2025. május 23.                 | 2025. március 19.           |

## Készítés

### Fejlesztés
A Star Wars: Fiatal Jedik kalandjai az első olyan kánon Csillagok háborúja animációs sorozat, ami a legkisebb korosztályt és szüleiket célozza meg. A 2022-es Star Wars Celebration-ön jelentették be. A sorozat A Köztársaság fénykora idején játszódik, évszázadokkal a Yavini csata előtt. Ez a korszak eleinte csak írott formában jelent meg és ez az első sorozat, ami a tévéképernyőre helyezi. A sorozatot a vezető producer James Waugh, a vezető producer és készítő Michael Olson, a felügyelő rendező Elliot Bour és a tanácsadó producer Lamont Magee jelentették be. Szintén vezető producerei a sorozatnak Jacqui Lopez és Josh Rimes a Lucasfilmtől. Waugh azt mondta, hogy tudja, hogy sokak számára ez lesz az első Csillagok háborúja élményük, így fontosnak tartották, hogy a karakterek, a hangnem és a tanulságok minden epizódban a kicsiket célozzák amellett, hogy hűek szerettek volna maradni a rajongók elvárásaihoz.

### Színészválogatás
2022 szeptemberében, a D23 Expón lett bejelentve Jamaal Avery Jr. és Emma Berman, mint a sorozat főszereplői, Kai Brightstar és Nash Durango. 2023 februárjában bejelentették a többi főszereplőt: Juliet Donenfeld mint Lys Solay, Dee Bradley Baker mint Nubs, Jonathan Lipow mint RJ-83 és Piotr Michael mint Yoda.

### Zene
Matthew Margeson 2022 júliusában csatlakozott a sorozathoz zeneszerzőként.

## Díjak és elismerések
| Év   | Díj                        | Kategória                                                      | Díjazott | Eredmény | Forr.  |
| ---- | -------------------------- | -------------------------------------------------------------- | --- | -------- | ------ |
| 2023 | TCA-díj                    | Legjobb gyerekműsor                                            | Star Wars: Fiatal Jedik kalandjai | Jelölve  | [ 12 ] |
| 2023 | Gyerek és Családi Emmy-díj | Legjobb animációs sorozat (óvodásoknak)                        | Star Wars: Fiatal Jedik kalandjai | Jelölve  | [ 13 ] |
| 2023 | Gyerek és Családi Emmy-díj | Legjobb zene (animációs műsor)                                 | Matthew Margeson | Jelölve  | [ 13 ] |
| 2023 | Gyerek és Családi Emmy-díj | Legjobb főcím                                                  | Star Wars: Fiatal Jedik kalandjai | Jelölve  | [ 13 ] |
| 2023 | Gyerek és Családi Emmy-díj | Legjobb vágás (animációs műsor óvodásoknak)                    | Danielle Alura, Zachary Bulman, Pamela Cabrera, Petrus Gammelgard, Luis Legge, Brian Dawley és Martin Wichmann Andersen                                                                 | Elnyerte | [ 13 ] |
| 2023 | Gyerek és Családi Emmy-díj | Legjobb hangkeverés és hangvágás (animációs műsor óvodásoknak) | Robbi Smith, Kevin Bolen, David Bonilla, Fil Brown, David W. Collins, Melissa Ellis, Ethan Grafton, Mark Stephan Kondracki, J. Lampinen, Heather Olsen, Gordon Suffield és Matthew Wood | Elnyerte | [ 13 ] |
| 2024 | Kidscreen-díj              | Legjobb új sorozat (óvodásoknak)                               | Star Wars: Fiatal Jedik kalandjai | Elnyerte | [ 14 ] |
| 2024 | Golden Reel-díj            | Legjobb hangvágás (animációs sorozat)                          | Heather Olsen, Robbi Smith, David Bonilla and John "J" Lampinen ("Az ifjú jedik/Yoda küldetése" c. epizódért)                                                                           | Jelölve  | [ 15 ] |

## Megjelenés
A Star Wars: Fiatal Jedik kalandjai 2023. május 4-én debütált a Disney+ – on és a Disney Junior-on, bár az első két epizódot már április 8-án a Celebration-ön láthatták a helyszínen lévők. Három short jelent meg a Disney Junior YouTube csatornáján március 27-én, ezt további három követte az elkövetkezendő szűk egy hónapban, majd április 26-án felkerültek a Disney+ – ra.

## További információ
- Star Wars: Fiatal Jedik kalandjai az Internet Movie Database-ben (angolul)
- Star Wars: Fiatal Jedik kalandjai a Rotten Tomatoeson (angolul)
- Star Wars: Fiatal Jedik kalandjai a Box Office Mojón (angolul)